# Gioia dei Marsi
Gioia dei Marsi là một đô thịthuộc tỉnh L'Aquila trong vùng Abruzzo của Ý. Ý. Đô thị này có diện tích 63 km², dân số 2284 người. Các đô thị giáp ranh gồm: Bisegna, Lecce nei Marsi, Ortona dei Marsi, Ortucchio, Pescasseroli, Pescina